# 黒瀬直宏
黒瀬 直宏（くろせ なおひろ、1944年 - ）は、日本の経済学者。嘉悦大学大学院ビジネス創造研究科研究科長。博士（経済学）。専門は中小企業論。東京都練馬区生まれ。

## 学歴
- 慶應義塾大学経済学部卒業
- 東京都立大学大学院社会科学研究科修士課程修了
- 同大学より博士（経済学）取得

## 職歴
中小企業事業団（現、中小企業基盤整備機構、中小企業政策の実施機関）に1970年入職、1996年3月まで26年間中小企業政策遂行の実務に携わった。

以後、豊橋創造大学、専修大学を経て、加藤寛嘉悦大学学長の勧めに応じて2009年4月より嘉悦大学経営経済学部教授、2010年4月より大学院「ビジネス創造研究科長」(2015年3月まで）。2014年3月よりビジネス創造学部学部長

2010年11月より日本中小企業学会副会長。NHKラジオ第一放送「社会の見方・私の視点」(旧ビジネス展望」）を1991年より担当。

## 専攻
専攻は中小企業論で、次の5つを研究の柱としている。
1. 中小企業とは何かに関する理論的研究
2. 戦後の中小企業史の研究
3. 中小企業経営のあり方に関する研究
4. 中小企業政策のあり方に関する研究
5. 東アジア各国の中小企業に関する研究

「中小企業は発展性と問題性の統一物」という複眼的中小企業論の提唱者。

中小企業の発展性と問題性は共に中小企業の本質をなすもので、両者を「統一理解」しなくてはならないと主張している。これは「積極型中小企業論」と「問題型中小企業論」の統合を目指すものでもある。

また、日本の中小企業政策に関する体系的な論考でも知られている。研究では実態調査を重視し、国内及びアジアの中小企業を訪問し、現場情報を基に理論を組み立てている。

## 著作
- 『独立中小企業を目指そう～独立企業化、人間尊重、労使連携、社会変革～』（単著　同友館　2015年7月）
- 『中小企業が市場社会を変える』（共著　同友館　2014年3月）
- 『複眼的中小企業論～中小企業は発展性と問題性の統一物～』（単著　同友館　2012年8月）
- 『中小企業政策』（単著　日本経済評論社、2006年7月）
- 『地域産業　危機からの創造』（編著 白桃書房、2004年）
- 「温州産業の原蓄過程：情報による「下から」の資本制化と企業の階層分解」（三田学会雑誌96巻4号、2004年）
- 「複眼的中小企業理論（上）（下）」（専修大学商学研究所報第34巻第1号、第4号、2003年）
- 『21世紀中小企業論』（共著、有斐閣2001年）
- 『中小企業政策の総括と提言』（単著、同友館 1997年）
- 『新版・新中小企業論を学ぶ』( 共著、有斐閣  1996年)
- 『21世紀、中小企業はどうなるか－中小企業研究の新しいパラダイム』(共著、 慶應義塾大学出版会 1996年)
- 『中小企業家精神』( 共著、中央経済社 1995年)